# NGC 2731
NGC 2731 is een spiraalvormig sterrenstelsel in het sterrenbeeld Kreeft. Het hemelobject werd op 3 maart 1864 ontdekt door de Duitse astronoom Albert Marth.

## Synoniemen
- UGC 4741
- MCG 2-23-21
- ZWG 33.48
- ZWG 61.45
- IRAS08594+0829
- PGC 25376